# Huta Krzeszowska
Huta Krzeszowska est une localité polonaise de la gmina de Harasiuki, située dans le powiat de Nisko en voïvodie des Basses-Carpates.